# Klooster van de ongeschoeide karmelietessen (Brussel)

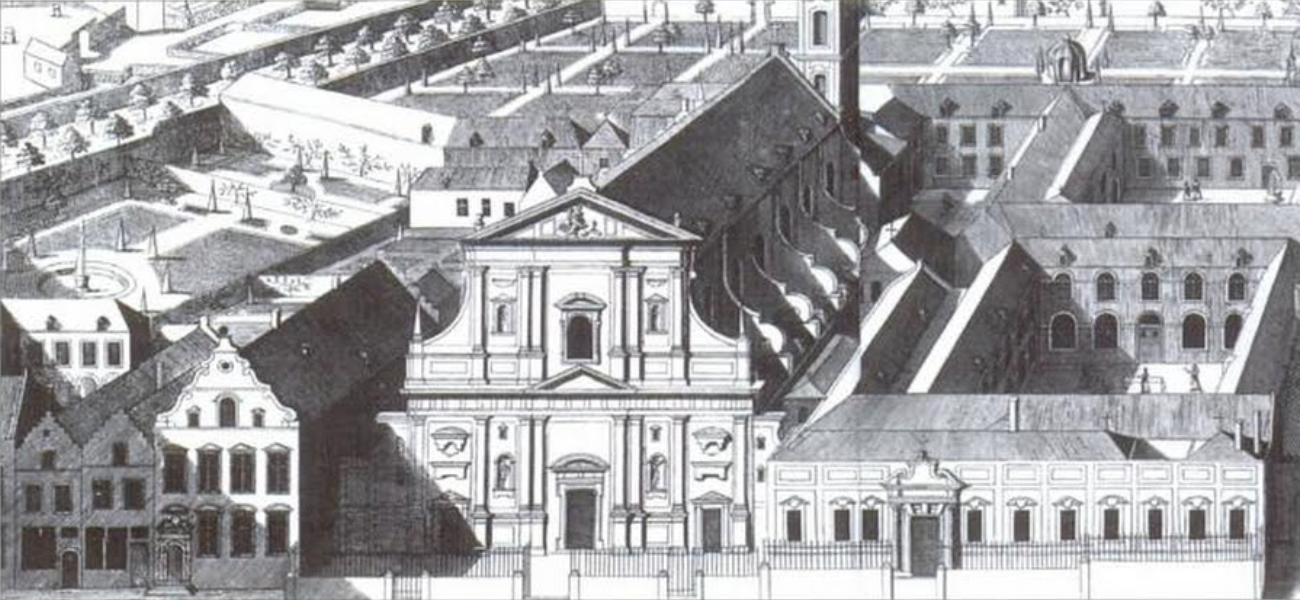
Het eerste klooster van de ongeschoeide karmelietessen op een prent uit de Chorographia sacra Brabantiae. De kerk van Cobergher, voltooid in 1614, had de eerste zuiver Italiaanse kerkgevel in de Nederlanden.

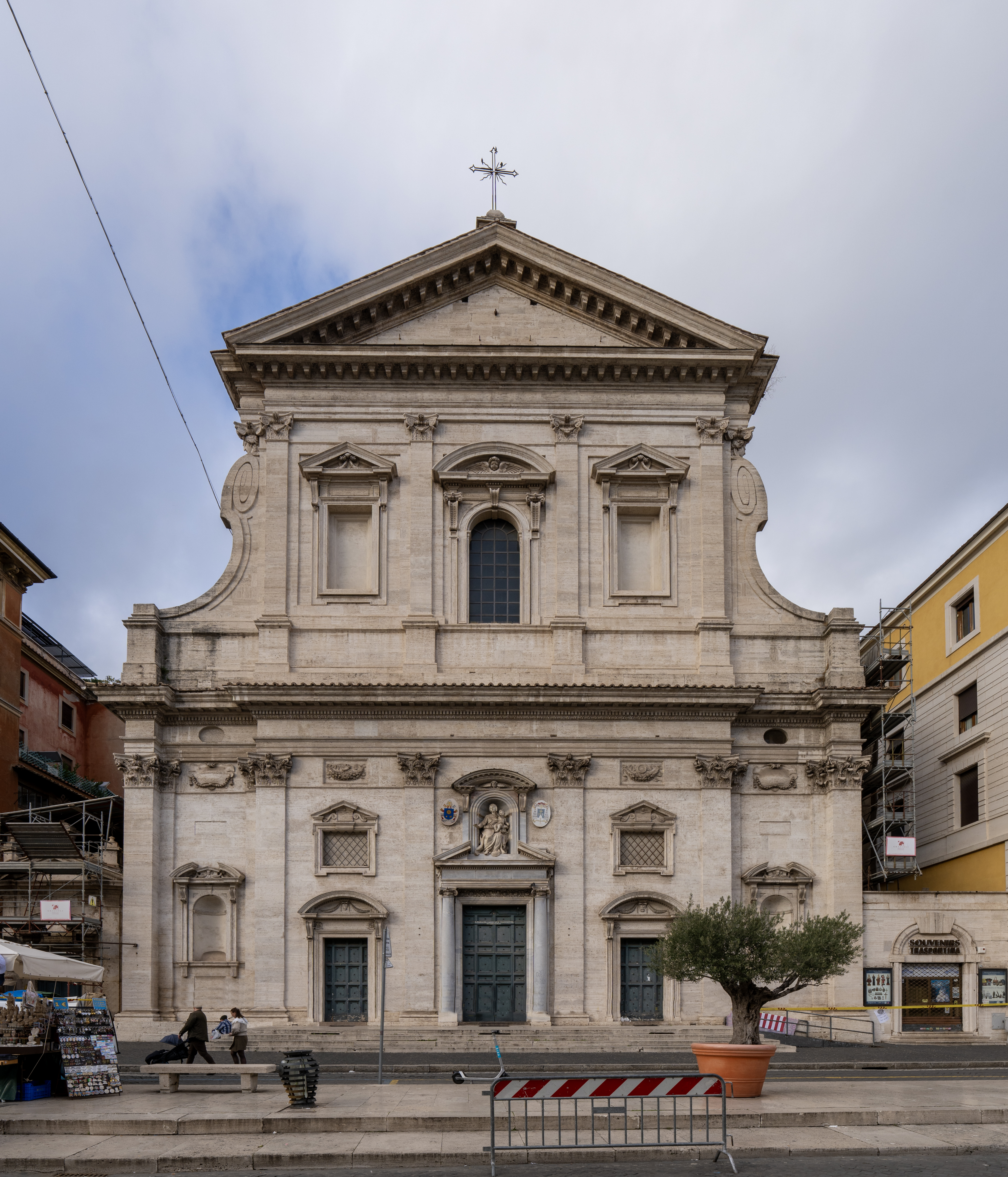
De inspiratie kwam van de Romeinse theresianenkerk, Santa Maria in Transpontina: een schermgevel op twee niveaus, met pilasters opgedeeld in vijf traveeën en bekroond met een fronton. Achteraan een klokkentoren.

Het Ongeschoeide karmelietessenklooster van Brussel (1607-1785) was een klooster van de ongeschoeide karmelietessen, dat werd gesticht onder de hoge bescherming van aartshertogen Albrecht en Isabella. De aartshertogin kwam dagelijks over de vloer bij de ascetisch-mystieke nonnen aan de achterzijde van het Koudenbergpaleis. Onder de verlichte keizer Jozef II werd het klooster bij de "onnutte" ingedeeld en opgeheven. Niettemin zijn de theresianen er uiteindelijk in geslaagd zich in de hoofdstad te handhaven.

## Stichting
In Spanje had Theresa van Avila een spirituele hervorming van de karmelietessen bewerkstelligd. Een ontmoeting met Theresa had een diepe indruk nagelaten op aartshertogin Isabella, wie er veel aan gelegen was om deze beweging uit haar thuisland naar het noorden te halen. Daarvoor schakelde ze Ana de Jesús in, een vertrouwelinge van het inmiddels overleden ordehoofden, Theresa en Johannes van het Kruis. Ana had al verschillende stichtingen in Frankrijk op haar actief en werd op 22 januari 1607 door de quasi voltallige Spaans-Belgische adel ontvangen op het Koudenbergpaleis. Enkele dagen later werd de eerste vestiging van de karmelietessen in de Nederlanden in gebruik genomen, met Ana als priores. Met de vijf meegekomen zusters betrok ze een huis in de onmiddellijke nabijheid van het paleis. Op 25 maart werd de eerste steen voor het klooster gelegd, waarvan de bouw vier jaar in beslag nam. Er was een noviciaat dat op 25 oktober al negen zusters telde.
Priorin Ana verzocht het Spaanse karmelietenhoofd om enige paters te sturen voor de spirituele leiding van haar gemeenschap. Ze botste op een weigering en richtte zich vervolgens tot paus Paulus V, met de steun van de aartshertogen en van 200 dukaten reisvergoeding. Daarop arriveerden in augustus 1610 vijf ongeschoeide karmelieten van de Italiaanse tak.
Ana stond dicht bij de aartshertogen en bepleitte haar soms afwijkende zienswijze over religieuze politiek. Op haar suggestie lieten de aartshertogen vanaf 1611 elk jaar drie gevangenen vrij om feestdag van Sint-Jozef te vieren. De aartshertogen bouwden het karmelietessenklooster uit tot een centrum voor de verering van hun beschermheiligen, Albert van Leuven en Elisabeth van Hongarije. Ze getroostten zich grote inspanningen om een reliek van Albert los te krijgen bij de aartsbisschop van Reims, en toen het lukte (pas later zou blijken dat men verkeerdelijk het graf van aartsbisschop Odalric had opengebroken) werd de translatie naar de karmelietessenkerk een groots opgezette gelegenheid (13 december 1612). De vreugde was compleet toen hun reliekenjager Jean-Baptiste Gramaye in november 1615 ook nog een stuk arm bemachtigde van Elisabeth. Op die manier verzamelden de karmelietessen een aanzienlijke collectie, waartoe bijvoorbeeld ook het overschot van Liduina van Schiedam behoorde (te vereren op bijzondere dagen in de Zavelkerk, want de karmelietessen lieten geen bezoek toe).
Vanuit Brussel werden diverse theresianenkloosters gesticht: Antwerpen (1611), Krakau (1612), Leuven, Bergen, Mechelen (1616 - zie Karmelietessen (Mechelen)), Gent (1621 - zie Slotklooster van de ongeschoeide karmelietessen) en later Namen (1673) en Roermond (1698).

## Architectuur en inrichting
De kerk, eerder jezuïetenstijl dan barok, was ontworpen door hofarchitect Wenceslas Cobergher. Hij hield het midden tussen de Chiesa del Gesù (1584) en de eenvoudigere Santa Maria in Transpontina (1587), een Romeinse karmelietessenkerk die op de Gesù geïnspireerd was. Daarmee was de stijl op minder dan twintig jaar overgewaaid naar de lage landen, waar de kerk van de theresianen de eerste was met een zuiver Italiaans ontwerp. Haar lage en brede schermgevel was gestructureerd met pilasters en bekroond met een fronton. De Atrechtse ingenieur Sylvain Bollin leidde de werken. De kerk bleek overigens constructiefouten te vertonen en zou in 1652 herbouwd worden.
Voor de opsmuk van het project had Cobergher de beeldhouwer Robrecht de Nole onder zich (voor de altaren en de gevelbeelden) en Theodoor van Loon (voor de schilderijen). Het hoofdaltaar deed Cobergher zelf. In 1620 kocht Isabella een reeks wandtapijten voor de kerk bij Jan Raes II (een vijftiendelige hereditie van de befaamde Handelingenreeks naar Rafaël). Tegen de kerk was het klooster aangebouwd en daarachter lagen twee tuinen: een kleine met een fontein en een grote met kluizen in een bosje.

## Situering

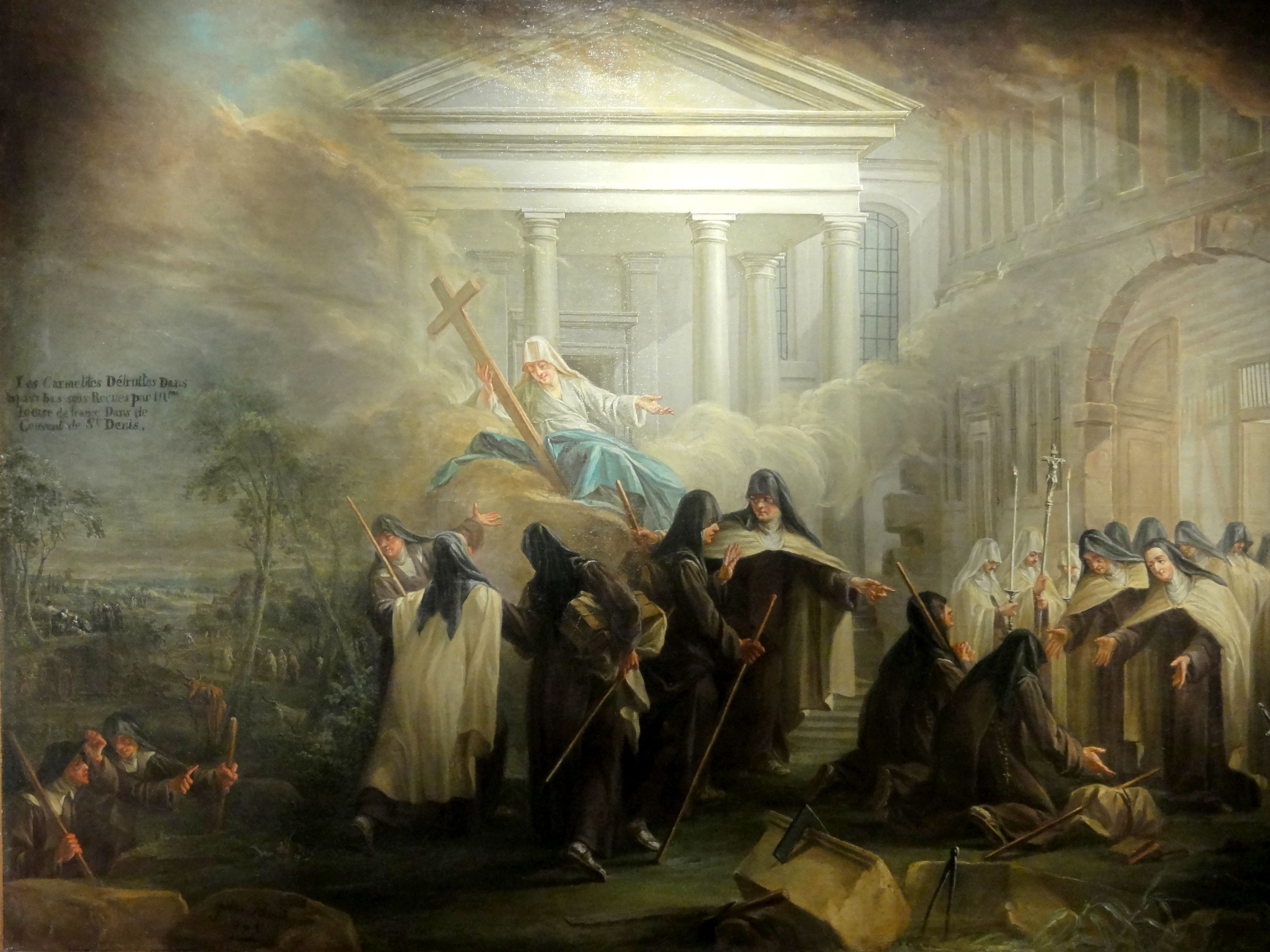
Het vertrek van de Brusselse karmelietessen en hun aankomst in Saint-Denis (Guillot, 1783)

Het klooster lag tussen de Koudenbergsepoort en de Naamsepoort. Het werd slechts door de huidige Brederodestraat gescheiden van het Koudenbergklooster. Het terrein van de karmelietessen besloeg het grootste deel van de driehoek tussen Brederodestraat, Boomkwekerijstraat en Naamsestraat. De hoofdingang van de kerk lag aan de Naamsestraat (zij het dat de nonnen geen bezoek ontvingen). Na 1789 werd het terrein verkaveld en trok Louis Montoyer de Theresianenstraat door het domein.

## Opheffing en vlucht
Keizer Jozef II hief in 1783 de contemplatieve orde van de karmelietessen op. Louise de France, de jongste dochter van koning Lodewijk XV die zelf was ingetreden, bood alle theresianen uit de Oostenrijkse Nederlanden gastvrijheid in Frankrijk. Vanaf 14 juni verbleven de Brusselse karmelietessen gedurende meerdere jaren in de carmel van Saint-Denis.

## Latere kloosters
In 1790 konden de karmelietessen terugkeren naar Brussel. Ze lieten een nieuw klooster optrekken en verbleven ondertussen in de abdij van Vorst. De herinplanting werd in de kiem gesmoord, want in 1796 werden ze terug verjaagd en hun nieuwe klooster als nationaal goed verkocht. Charles Antoine de La Serna Santander bood de semi-clandestiene gemeenschap onderdak in de Hoogstraat. Na de Belgische Revolutie maakten de karmelietessen gebruik van de grondwettelijke godsdienstvrijheid om een derde klooster te bouwen in de Zwaanstraat. Ze namen er in september 1834 bezit van en bleven tot ze onteigend werden voor de bouw van het Justitiepaleis. Een vierde verhuizing bracht hen naar de Sint-Bernardusstraat/Lausannestraat in Sint-Gillis, waar ze sinds 1892 gevestigd zijn op een terrein geschonken door mevrouw Thiernesse.
In hun klooster bewaren de karmelietessen nog een aantal 17e-eeuwse schilderijen (zonder veel artistieke waarde). Het tabernakel uit hun eerste vestiging bevindt zich in de Sint-Niklaaskerk.

## Voetnoten
1. ↑  Beatriz de la Concepción, Marie de St Albert, Eleonora de St Bernard
2. ↑  Thomas de Jésus, François de Sainte-Anne, Sébastien de François, Louis de l'Assomption, Hilaire de Saint Augustin en een lekenbroeder.
3. ↑  In de rekeningen: 1620. Jean Raes, maistre tapissier à Bruxelles, pour achat de XV pièces de tapisseries représentant les actes des XII apostres, pour servir en l'église des religieuses descalcées au dit Bruxelles, contenant VIIIe XXIX aunes et demie. Het is onduidelijk of deze reeks mag vereenzelvigd worden de Handelingen die bewaard zijn in de Spaanse koninklijke collectie.